# Document Series Presents Kevin Ayers
Document Series Presents Kevin Ayers is het twintigste album van de Britse progressieve-rockmusicus Kevin Ayers.
Het is een verzamelalbum dat werk bevat uit Ayers' hele carrière.

## Tracklist
1. All This Crazy Gift of Time
2. The Oyster and the Flying Fish
3. Clarence in Wonderland
4. Stranger in Blue Suede Shoes
5. Connie on a Rubber Band
6. Shouting in a Bucket Blues
7. Oh! What a Dream
8. Carrebean Moon
9. Lady Rachel
10. Fake Mexican Tourist Blues
11. Star
12. Blue
13. Strange Song
14. Miss Hanaga